# جابای هات
جابای دسیلیجیس تیوری (به انگلیسی:Jabba Desilijic Tiure) که معمولاً با نام جابای هات شناخته می‌شود، یک شخصیت خیالی و نقش منفی در جنگ ستارگان و ایجاد شده توسط جرج لوکاس است. او مانند یک حلزون غول پیکر به نمایش درآمده است. همچنین ظاهر او مانند راجر ایبرت توصیف شده‌است.
جابا قدرتمندترین قاتل و جنایتکار تاتویین شناخته شده‌است. او بهترین شکارچیان جایزه‌بگیر، قاچاقچیان، قاتلان و محافظان شخصی را در کاخ خود، استخدام کرده‌است. او همچنین وابستگی زیادی به قمار، شکنجه و به برده گرفتن دختران دارد.
او علاوه بر حضور در فیلم‌ها، در ادبیات گسترش یافته جنگ ستارگان شناخته شد. جابا نقش مأثری در فرهنگ مردمی به ویژه در ایالات متحده داشته‌است. این نام به عنوان طنز که برای تأکید بر چاقی و فساد سیاسی شناخته شده‌است.